# 주형 (가수)
주형(본명: 정주형, 영문: Joo Hyung, 1991년 1월 12일 ~ )는 대한민국의 가수, 복싱 선수이다.

## 개요
발라드 장르의 솔로 가수로 데뷔한 뒤, 복싱 여자 국가대표 선수로 활동하고 있으며, 2020년 '트롯 전국체전'을 계기로 트로트 가수로의 전향을 준비하고 있다. 주요 장르는 발라드, 트로트이다.

## 생애
중학교 때 태권도 선수로 활동하였고, 이후 복싱으로 전향해 서울 대성권투 체육관 소속이었다가 정식 선수로 등록되면서 서울시청에 소속되었다. 처음에 복싱은 취미 생활로 시작하였으나, 30세에 올림픽에 처음 참가하게 되었다. 2018년까지 발라드 가수 활동했고, 복싱으로 전향한 지 1년만인 2019년 12월 복싱 국가대표 선발전에서 여자 51kg 플라이급 대표로 선발되었다. 2020년 코로나19 사태로 복싱 일정이 지연되면서 '트롯 전국체전'에 참가하였고, 복싱 감독이 '음악을 하면 복싱을 그만둬야 한다'고 하자 복싱을 접고 가수의 길을 선택했다.

## 데뷔
- 2015년 싱글 앨범 [낯선 고백]

## 수상
- 2019년 제73회 전국복싱선수권대회 여자 -51kg급 1위
- 2019년 제18회 전국여자복싱선수권대회 여자일반부 -51kg급 2위
- 2019년 제17회 대한복싱협회회장배 전국여자복싱대회 여자일반부 -51kg급 2위

## 학력
- 2013~2015년 명지전문대학 실용음악과
- 2009~2011년 제주관광대학 카지노경영과
- 2006~2009년 제주고등학교 호텔경영과

## 경력
- 2019년 복싱 선수(서울시청 소속)

## 앨범
- 2015.05.07. 싱글 《낯선 고백》 수록곡 <낯선 고백>, <제발 좀> (장르: 발라드, 기획사: SGcom, 유통사: 지니뮤직)[3]
- 2016.01.21. 싱글 《사진만 본다》 (장르: 발라드, 기획사: SGcom, 유통사: 미러블뮤직)
- 2016.04.18. 싱글 《혼자 남아》 (장르: 발라드, 기획사: SGcom, 유통사: (주)큐오뮤직)
- 2016.06.01. 싱글 《할 말이 있어》 (장르: 발라드, 기획사: SGcom, 유통사: (주)큐오뮤직)
- 2016.07.13. 싱글 《나였다면》 (장르: 발라드, 기획사: SGcom, 유통사: (주)큐오뮤직)
- 2020.12.27. 컴필레이션(옴니버스) 앨범 《트롯 전국체전 Part.4》 수록곡 <열애>, 멘도롱보이스(고강민,주미성,정주형) (장르: 트로트)
- 2021.01.17. 컴필레이션(옴니버스) 앨범 《트롯 전국체전 Part.7》 수록곡 <불꽃처럼> (장르: 트로트)
- 2021.01.31. 컴필레이션(옴니버스) 앨범 《트롯 전국체전 Part.8》 수록곡 <10분내로> 매력이 주령주령(윤서령&정주형) (장르: 트로트)

## 방송
- 2020년~2021년 KBS 2TV 《트롯 전국체전》

## 기타
- 신체 : 169cm, 51kg